# Honda RC149
La Honda RC149 (o RC 149 125) è un motociclo da competizione prodotto dalla casa motociclistica giapponese Honda nel 1965 al 1966.
La moto venne guidata da Bill Ivy, Phil Read e Luigi Taveri.

## Descrizione e contesto

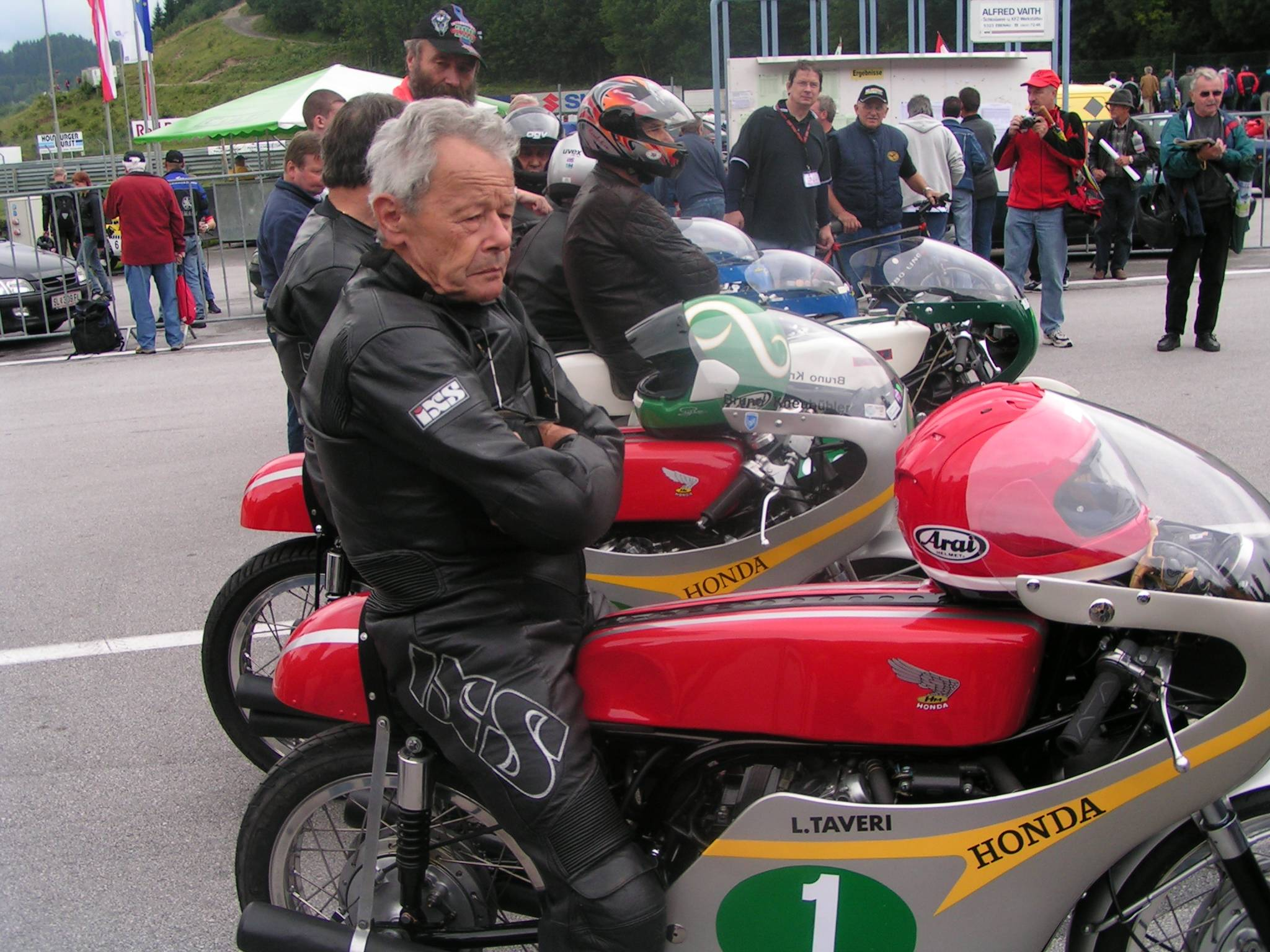
Luigi Taveri su Honda RC149 nel 2006

La moto, che è stata realizzata esclusivamente per impiego nelle competizioni, fa parte della famiglia RC ed è dotata di un propulsore dalla cilindrata di 124,42 cm³ a 5 cilindri a quattro tempi raffreddato ad aria. 
Il motore eroga 25 kW (34 CV) a circa 20 500 giri/min. Ciò corrisponde a un rapporto potenza per litro di 272 CV. Il motore ha quattro valvole per cilindro comandate da due alberi a camme in testa azionate da ingranaggi. Con un alesaggio di 35,5 mm e una corsa di 25,14 mm, è stato raggiunto un rapporto di compressione di 12,0:1. I gas di scarico sono espulsi attraverso un sistema di scarico a cinque uscite. Il propulsore è stato creato modificando quello della Honda RC116 a due cilindri da 50 cm³.

## Attività sportiva
Il pilota svizzero Luigi Taveri guidò la RC149 nel Campionato del Mondo di Motociclismo del 1966, vincendo la classe 125 cc con cinque vittorie su dieci gare.